# (9952) 1991 AK
1991 أي كي (ويعرف أيضًا باسم (9952) 1991 أي كي وفق تسمية الكوكب الصغير) (بالإنجليزية: 1991 AK)‏ هو كويكب ضمن حزام الكويكبات؛ وترتيبه 9952 من حيث الاكتشاف.
اكتُشف هذا الجُرم الفلكي بواسطة هيروشي موري في 9 يناير 1991.

## وصلات خارجية
- (9952) 1991 AK في قاعدة بيانات مختبر الدفع النفاث لأجرام النظام الشمسي الصغيرة

- الاكتشاف · مخطط المدار ·  العناصر المدارية · المعلمات المادية

- (9952) 1991 AK على موقع ويكي سكاي: DSS2, SDSS, GALEX, IRAS, Hydrogen α, X-Ray, Astrophoto, Sky Map, Articles and images